# Antoine-François Pardaillan de Gondrin
Antoine-François Pardaillan de Gondrin, também conhecido como Antoine-François d' Antin (10 de novembro de 1709 — 24 de abril de 1741) foi um militar naval francês. Era filho de Louis Antoine Pardaillan de Gondrin, 1.º Duque de Antin.